# Vaccinatiebeleid

Vaccinatiebeleid per land.
Verplichte vaccinatie
Vrijwillige vaccinatie
Vaccinatie niet verplicht, maar vaccinatiebewijs nodig voor de aanmelding van kinderen bij openbare scholen

Vaccinatiebeleid is onderdeel van het volksgezondheidsbeleid van een overheid met betrekking tot vaccinatie. Vaccinatiebeleid is ontwikkeld in de loop van ongeveer twee eeuwen sinds de uitvinding van vaccinatie met als doel het uitroeien van een ziekte of het beschermen van een bevolking via groepsimmuniteit. Meestal zijn vaccinatieadviescomités in ieder land verantwoordelijk voor het leveren van informatie aan overheden om evidence-based besluiten te nemen over vaccins en immunisatiestrategieën.
Sommige vaccinaties zijn vrijwillig in sommige landen en verplicht in andere landen. Vaccinatieplichten kunnen soms leiden tot weerstand. Sommige overheden betalen alle of een deel van de kosten van vaccinaties in een nationaal vaccinatieprogramma. Kosten-batenanalyses van vaccinaties hebben aangetoond dat er een sterke economische prikkel is om een vaccinatiebeleid te voeren, omdat vaccinaties jaarlijks 2 tot 3 miljoen levens redden. Volgens UNICEF is, na het verzorgen van schoon drinkwater, vaccinatie de beste manier om de economieën van arme landen te versterken.
In het algemeen wordt vaccinlevering strikt gereguleerd door de lokale overheid. Omdat het ontwikkelen van vaccins duur is, zijn de prijzen ervan meestal relatief hoog. Vaccinatiebeleid wordt derhalve beïnvloed door wetgeving en concurrentie.

## Doelen

### Immuniteit en groepsimmuniteit

Voorbeeld hoe groepsimmuniteit de verspreiding van ziektes in een bevolking tegengaat

Een vaccinatiebeleid streeft naar het produceren van immuniteit voor vaccin-voorkoombare ziektes. Behalve individuele bescherming tegen ziek worden kan een vaccinatiebeleid ook streven naar bieden van groepsimmuniteit (of kudde-immuniteit) voor de gehele gemeenschap. Groepsimmuniteit verwijst naar het idee dat een ziektekiem zich moeilijk zal kunnen verspreiden als een significant deel van bevolking er immuun voor is. Dit beschermt mensen (en andere dieren) die niet gevaccineerd kunnen worden vanwege medische omstandigheden, zoals immuundeficiënties. Maar groepsimmuniteit kan alleen werken voor een populatie als de meerderheid van degenen die gevaccineerd kunnen worden dat ook worden.
Landelijke en plaatselijke vaccinatievereisten voor toelating tot kinderopvangen en scholen zijn belangrijke manieren om een hoge vaccinatiegraad te bewaren en daardoor het aantal vaccin-voorkoombare ziektes te beperken.
Vaccin-voorkoombare ziektes zijn anno 2018 nog steeds een veelvoorkomende oorzaak voor kindersterfte; jaarlijks sterven er 3 miljoen kinderen aan ziektes die met een vaccin te voorkomen zijn. Jaarlijks voorkomt vaccinatie tegen difterie, tetanus, kinkhoest en mazelen  wereldwijd tussen de 2 en 3 miljoen doden onder mensen uit alle leeftijdsgroepen.

### Uitroeiing van ziektes

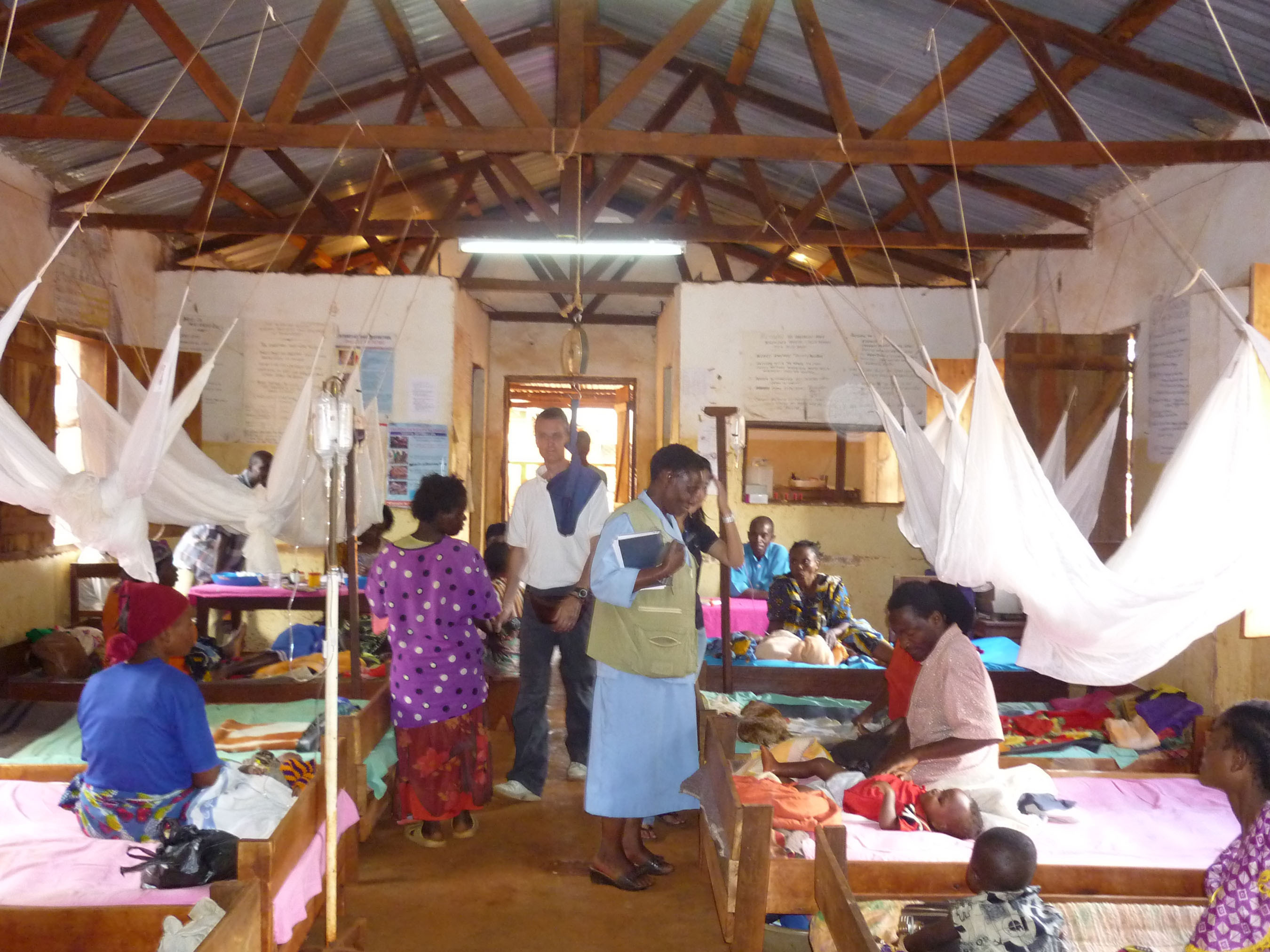
Malariakliniek in Tanzania geholpen door het SMS for Life-programma dat de malariavaccinlevering organiseert

Sommige vaccins worden in een vaccinatiebeleid ingezet om een ziekte volledig uit te roeien over de hele wereld. De Wereldgezondheidsorganisatie (WHO) coördineerde de wereldwijde inspanning om de pokken middels vaccinatie uit te roeien, hetgeen in 1977 uiteindelijk slaagde. Endemische mazelen, de bof en rodehond zijn in Finland uitgeroeid dankzij vaccinatie. Op 14 oktober 2010 verklaarde de Voedsel- en Landbouworganisatie van de Verenigde Naties de runderpest uitgeroeid. De WHO is momenteel bezig met het uitroeien van polio, dat in augustus 2020 werd uitgeroeid in Afrika en op dat moment alleen nog in Pakistan en Afghanistan woedde.

### Individuele versus groepsdoelen
Individuen streven naar het minimaliseren van het risico op ziek worden en kunnen daarom besluiten om zichzelf of hun kinderen te vaccineren als zij bepaalde ziektes als een grote bedreiging zien en vaccinatie niet als een groot risico. Als een vaccinatieprogramma er echter in slaagt om de bedreiging van een ziekte te genoeg te reduceren, kan het het waargenomen gevaar van de ziekte zodanig reduceren dat de optimale strategie van een individu wordt om iedereen behalve de eigen familie te laten vaccineren, of (meer in het algemeen) om vaccinatie te weigeren zodra de vaccinatiegraad een bepaald niveau heeft bereikt, zelfs als dat niveau nog niet genoeg is voor effectieve groepsimmuniteit. Zo bleek uit een onderzoek uit 2003 dat een bioterroristische aanslag met pokken zouden leiden tot omstandigheden waarin vrijwillige vaccinatie waarschijnlijk onvoldoende zouden zijn om een optimaal niveau voor de Verenigde Staten als gemeenschap. Een studie uit 2007 ontdekte dat hevige griepepidemieën niet kunnen worden voorkomen door vrijwillige vaccinatie zonder dat er bepaalde prikkels worden aangeboden. Overheden staan vaak uitzonderingen toe voor verplichte vaccinatie voor religieuze of levensbeschouwelijke redenen, maar een afgenomen vaccinatiegraad kan leiden tot het verlies van groepsimmuniteit, waardoor zelfs mensen die gevaccineerd zijn een verhoogd risico lopen om alsnog ziek te worden. Anderzijds leiden vaccinatieplichten tot ethische kwesties over het recht van ouders en geïnformeerde toestemming.